# Richard Hofmann (esesman)
Richard Hofmann (ur. 26 lutego 1913 w Bechttheim, zm. 5 lipca 1979 w Bonn) – zbrodniarz nazistowski, SS-Unterscharführer, członek załogi niemieckiego obozu koncentracyjnego Sachsenhausen.
Pełnił służbę jako zastępca kierownika komanda więźniarskiego Klinkerwerk (Oranienburg) przy obozie w Sachsenhausen. Wraz ze swoim przełożonym, Richardem Bugdalle, wprowadził w komandzie prawdziwe rządy terroru, mordując i katując więźniów na każdym kroku.
W procesie załogi Sachsenhausen, który w 1970 toczył się przed zachodnioniemieckim sądem w Kolonii Hofmann skazany został na dożywotnie pozbawienia wolności. Wyrok zatwierdził Sąd Najwyższy Niemieckiej Republiki Federalnej 2 sierpnia 1972.